# Coruja-do-nabal
Coruja-do-nabal (Asio flammeus), também conhecida como coruja-dos-campos, coruja-do-banhado ou mocho-dos-banhados (Asio flammeus), é uma espécie de ave estrigiforme pertencente à família Strigidae.
Medindo 37 cm, migratória, veio da América do Norte, atravessando os Andes até a Terra do Fogo. Vive em amplos banhados e caça durante o dia. No Brasil, ocorre de Minas Gerais e São Paulo até o Rio Grande do Sul.
É comum nas regiões setentrionais da Europa e da Ásia.
A população de coruja-do-nabal tem sofrido um decréscimo drástico ao longo das últimas décadas na Europa Ocidental e Central devido ao desaparecimento de zonas húmidas. O mesmo ocorreu na Rússia de onde grande parte dos indivíduos invernantes ou em migração provêm.A população é estimada em 50.000 a 150.000 casais, sendo que as maiores populações ocorrem na Escandinávia, Grã-Bretanha, Ucrânia e Bielo-Rússia. Populações mais pequenas ocorrem noutros países europeus.
Em Portugal é um visitante de Inverno que ocorre nas principais zonas húmidas do centro e sul do território.
A coruja-do-nabal habita terrenos abertos com vegetação baixa mas que seja suficiente para providenciar algum nível de cobertura. É principalmente encontrada em zonas húmidas baixas como planícies pantanosas ou de turfa, mas também pode ser encontrada em paisagens de dunas com charcos ao longo das costas. Foram também ocasionalmente encontrados casos de nidificação pastagens ou estepes.
A sua alimentação é constituída em mais de 90% de roedores de espécies de Rato-do-mato como o Rato silvestre e o Rato-do-campo-de-rabo-curto. À falta destes pode também caçar pequenos mamíferos ou aves canoras.

## Taxonomia
O mocho-do-banhado foi formalmente descrito em 1763 pelo bispo luterano Erik Pontoppidan sob o nome binomial Strix flammea. O epíteto específico vem do latim flammeus, que significa "flamulado" ou "cor de chama". Esta coruja é agora colocada com sete outras espécies no gênero Asio, que foi introduzido pelo zoólogo francês Mathurin Jacques Brisson em 1760.
Onze subespécies são reconhecidas:
- A. f. flammeus - ( Pontoppidan, 1763) : a subespécie nomeada, encontrada na América do Norte, Europa, Norte da África e norte da Ásia
- A. f. cubensis - Garrido, 2007 : encontrado em Cuba
- A. f. domingensis - ( Statius Müller, 1776): encontrada na Ilha de São Domingos
- A. f. portoricensis - Ridgway, 1882: encontrada em Porto Rico
- A. f. bogotensis - Chapman, 1915: encontrada na Colômbia, Equador e noroeste do Peru
- A. f. galapagoensis - ( Gould, 1837) : encontrada nas Ilhas Galápagos
- A. f. pallidicaudus - Friedmann, 1949 : encontrada na Venezuela, Guiana e Suriname
- A. f. suinda - ( Vieillot, 1817) : encontrada desde o sul do Peru e sul do Brasil até a Terra do Fogo
- A. f. sanfordi - Bangs, 1919 : encontrada nas Ilhas Malvinas
- A. f. sandwichensis - ( A. Bloxam, 1827) : Mocho-do-banhado havaiano - encontrada nas ilhas havaianas
- A. f. ponapensis - Mayr, 1933 : encontrada no leste da Ilha Caroline

## Distribuição e habitat

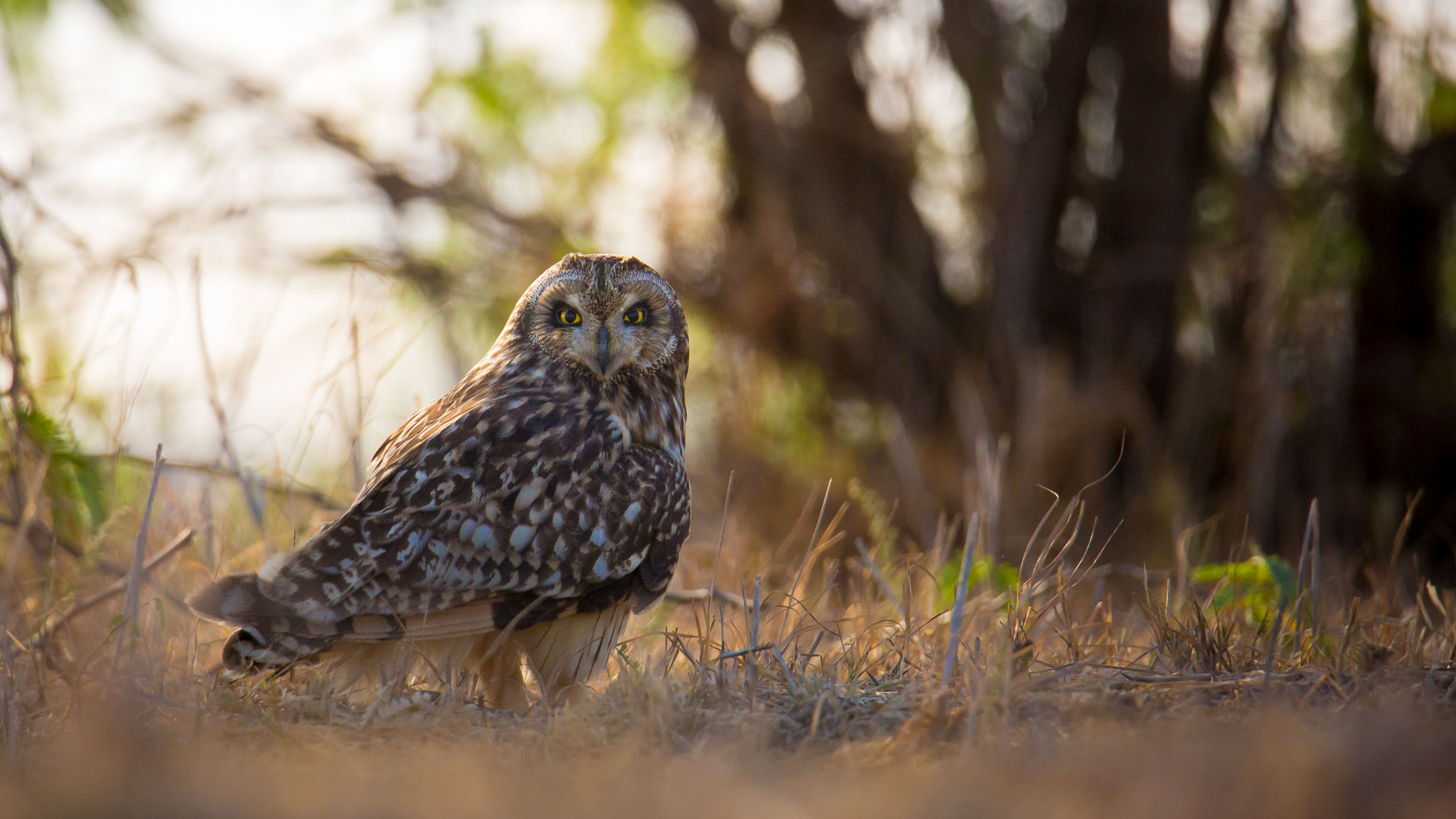
Mocho-do-banhado em seu habitat.

O mocho-dos-banhados ocorre em todos os continentes, exceto na Antártica e na Austrália ; portanto, tem uma das distribuições mais difundidas de qualquer ave. A A. flammeus se reproduz na Europa, Ásia, América do Norte América do Sul, Caribe, Havaí e Ilhas Galápagos . É parcialmente migratório, movendo-se para o sul no inverno a partir das partes do norte de sua distribuição. O mocho-dos-banhados costuma realocar-se em áreas com populações maiores  de roedores.
| Lista completa de países onde o Asio flammeus é encontrado |  |
| --- |  |
| Nativo: Afeganistão ; Albânia ; Argélia ; Argentina ; Armênia ; Áustria ; Azerbaijão ; Bahrein ; Bangladesh ; Bielo-Rússia ; Bélgica ; Bolívia ; Bósnia e Herzegovina ; Brasil ; Bulgária ; Canadá ; Ilhas Cayman ; Chile ; China ; Colômbia ; Croácia ; Cuba ; Chipre ; República Tcheca ; Dinamarca ; República Dominicana ; Equador ; Egito ; Eritreia ; Estônia ; Etiópia ; Ilhas Falkland (Malvinas) ; Ilhas Faroé ; Estados Federados da Micronésia ; Finlândia ; França ; Guiana Francesa ; Geórgia ; Alemanha ; Grécia ; Guam ; Guatemala ; Guiné ; Guiana ; Haiti ; Hungria ; Islândia ; Índia ; Irã, Iraque ; Irlanda ; Israel ; Itália ; Japão ; Jordânia ; Cazaquistão ; Coréia ( Coréia do Norte, Coréia do Sul ); Kuwait ; Quirguistão ; Laos ; Letônia ; Líbano ; Líbia ; Lituânia ; Luxemburgo ; Maldivas ; Mali ; Malta ; Ilhas Marshall ; Mauritânia ; México ; Moldávia ; Mongólia ; Montenegro ; Marrocos ; Mianmar ; Nepal ; Holanda ; Macedônia do Norte ; Ilhas Marianas do Norte ; Noruega ; Omã ; Paquistão ; Territórios Palestinos ; Paraguai ; Peru ; Polônia ; Portugal ; Puerto Rico ; Romênia ; Federação Russa ; São Pedro e Miquelon ; Arábia Saudita ; Senegal ; Sérvia ; Eslováquia ; Eslovênia ; Geórgia do Sul e Ilhas Sandwich do Sul ; Espanha ; Sudão ; Suriname ; Suécia ; Suíça ; Síria ; Taiwan ; Tajiquistão ; Tunísia ; Turquia ; Turcomenistão ; Ucrânia ; Emirados Árabes Unidos ; Reino Unido ; Estados Unidos ( Geórgia, Ilhas Menores Distantes ); Uruguai ; Uzbequistão ; Venezuela ; Vietnã ; Ilhas Virgens Britânicas ; Iémen Vagante: Belize ; Bermuda ; Butão ; Brunei ; Camarões ; Cabo Verde ; Chad ; Costa Rica ; Gibraltar ; Groenlândia ; Hong Kong ; Quênia ; Libéria ; Liechtenstein ; Malásia ; Níger ; Filipinas ; Qatar ; Singapura ; Sri Lanka ; Svalbard e Jan Mayen ; Tailândia ; Trinidad e Tobago ; Uganda ; Ilhas Virgens Americanas |  |

## Galeria

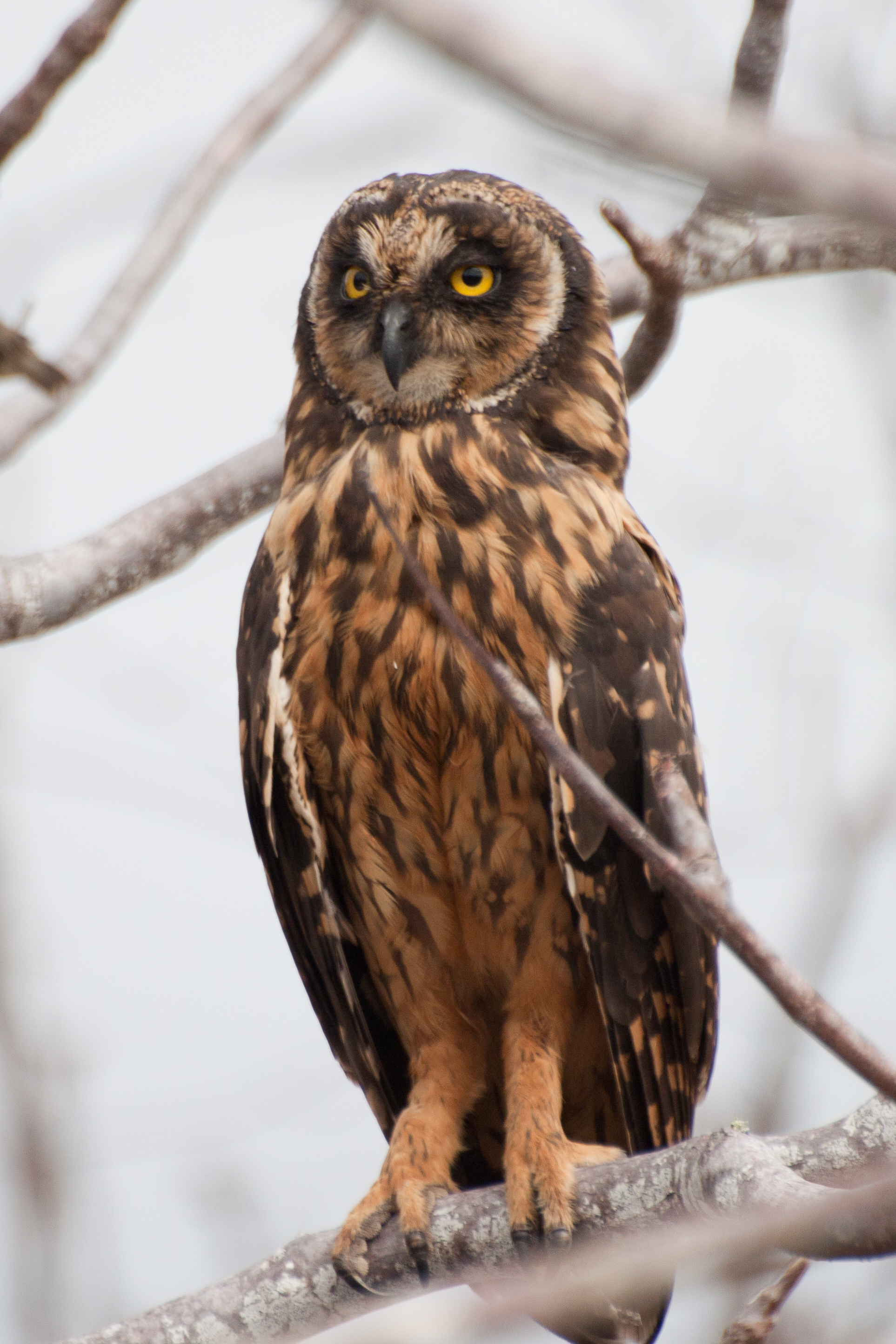
Asio flammeus galapagoensis nas Ilhas Galápagos, Equador
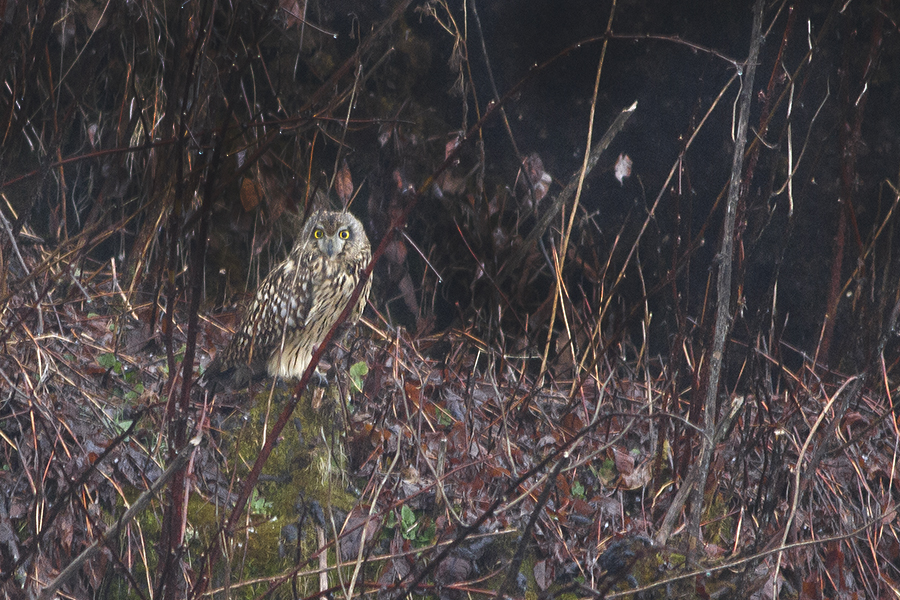
Asio flammeus flammeus do Santuário de Vida Selvagem de Pangolakha
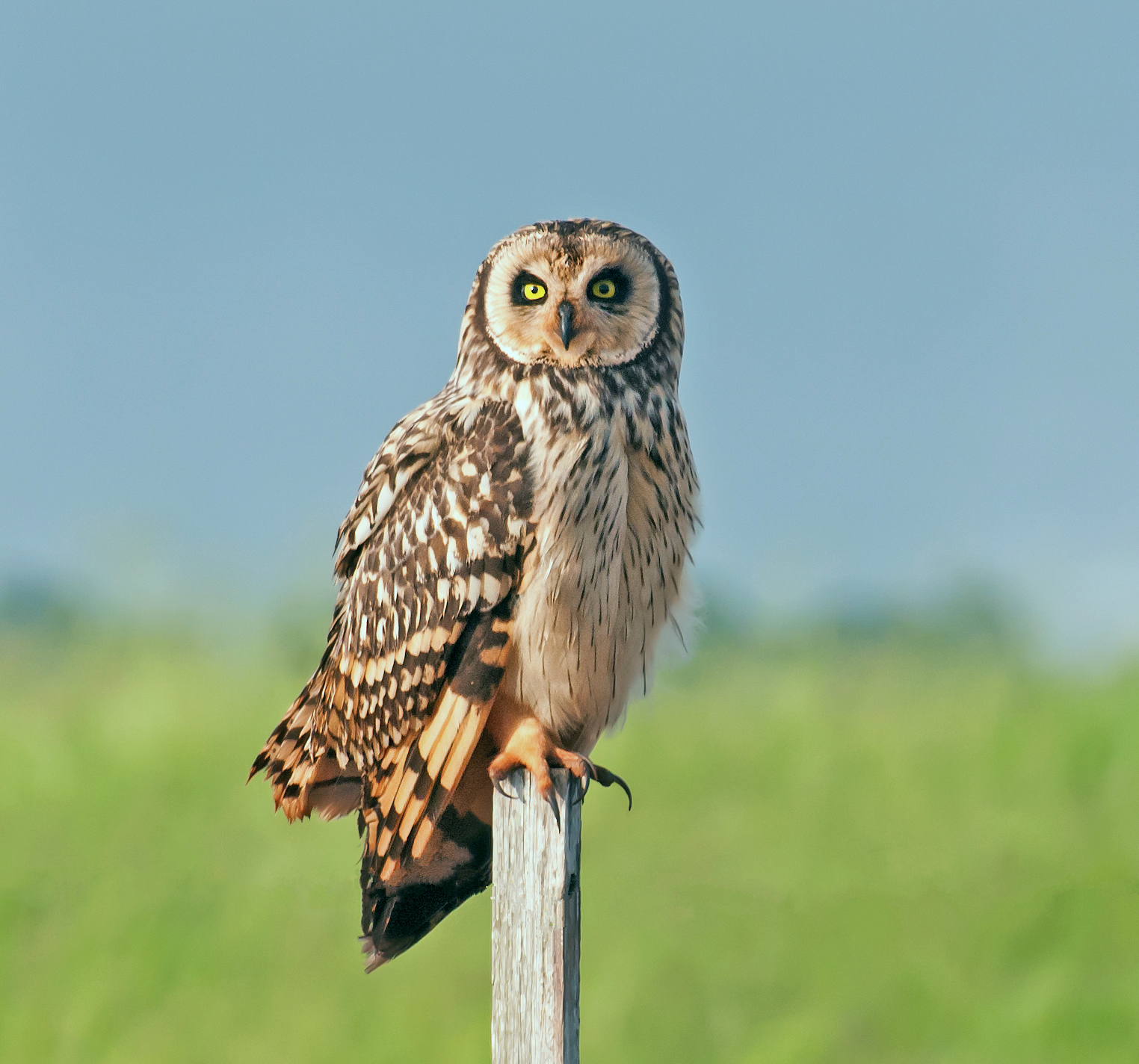
Asio flammeus suinda em Piraju, São Paulo, Brasil
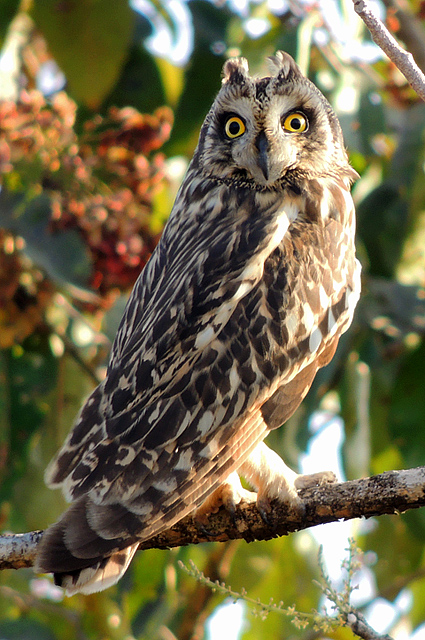
Asio flammeus flammeus em Mangaon, Maharashtra, Índia
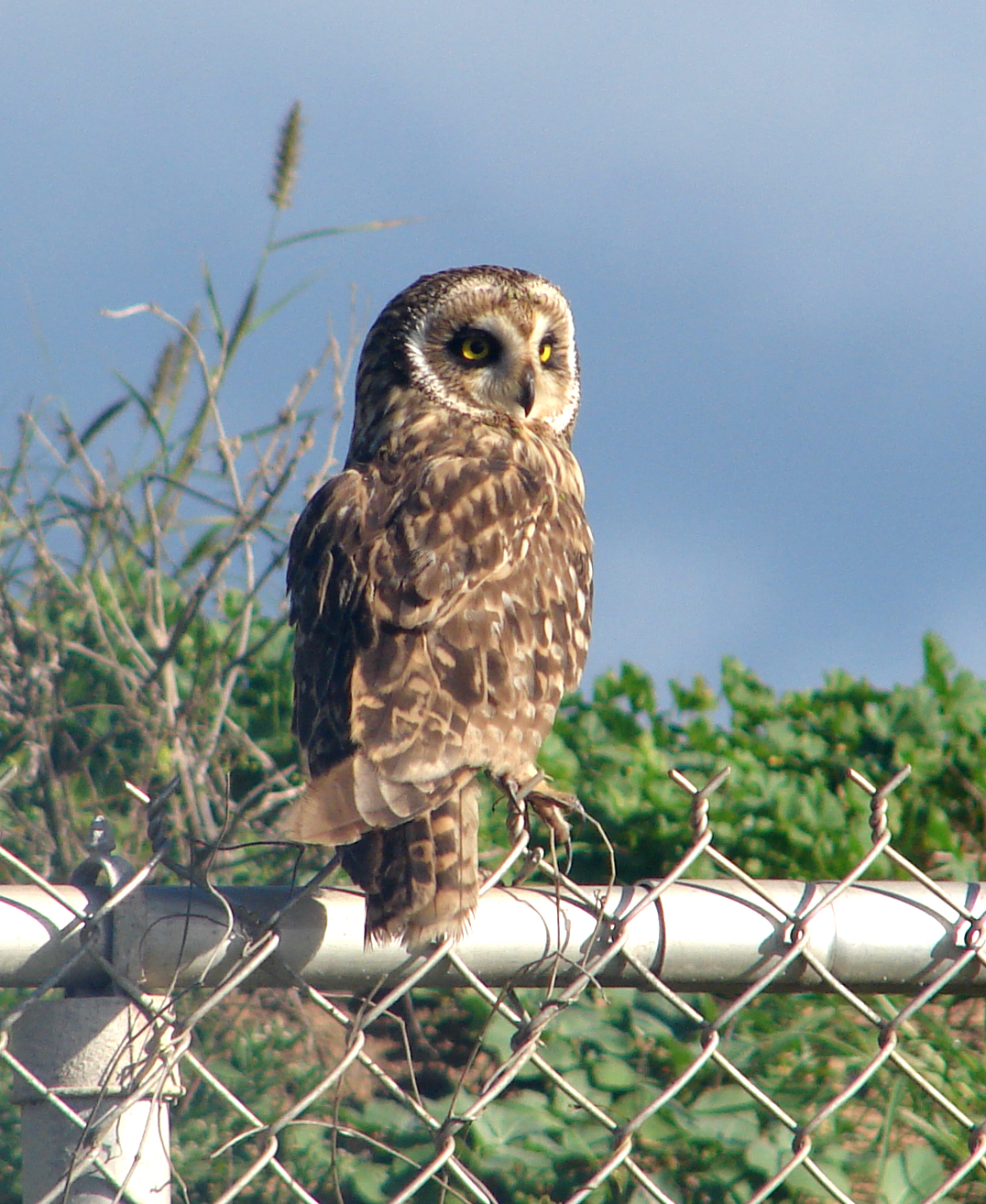
Asio flammeus sandwichensis em Maui
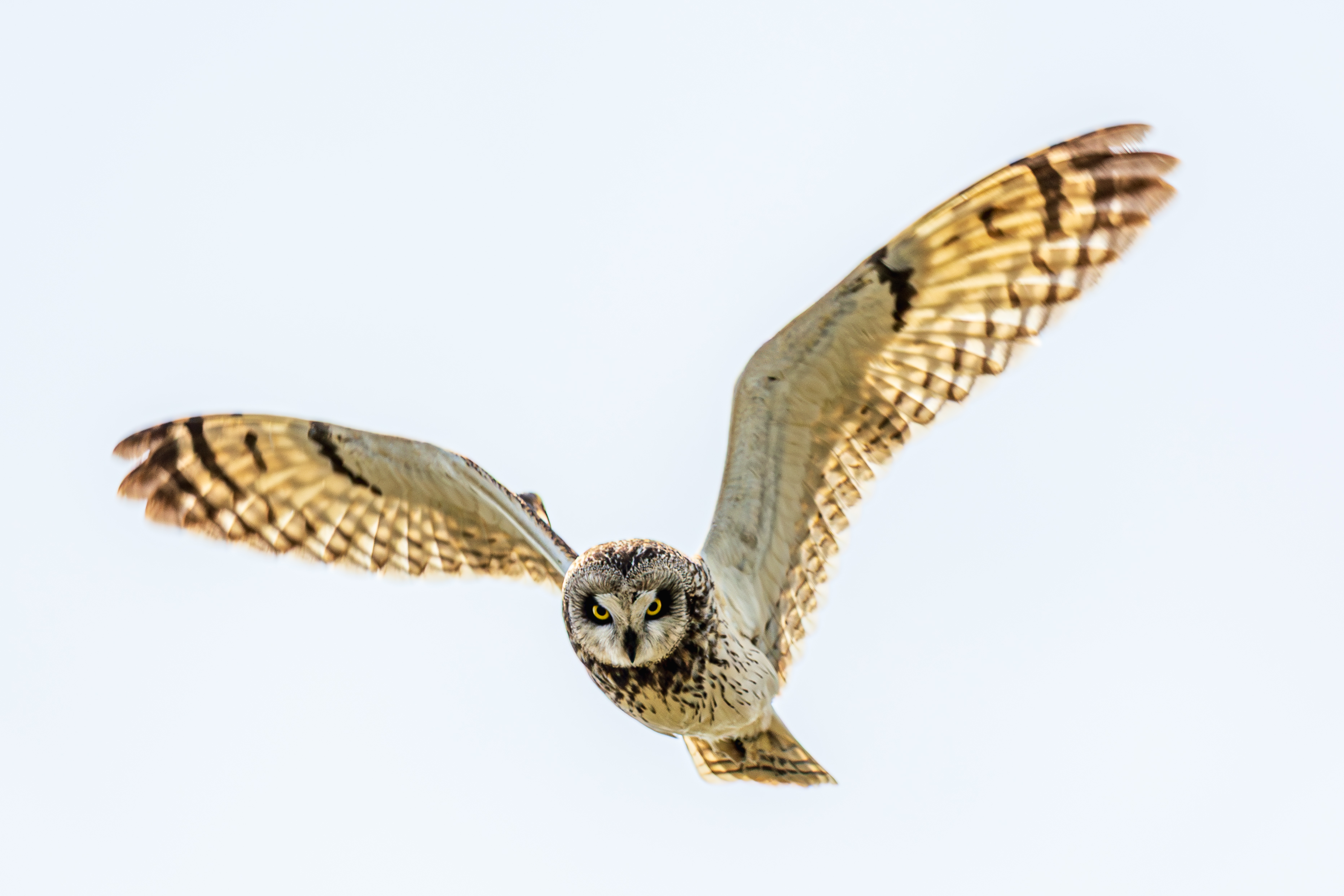
Asio flammeus flammeus na Alemanha
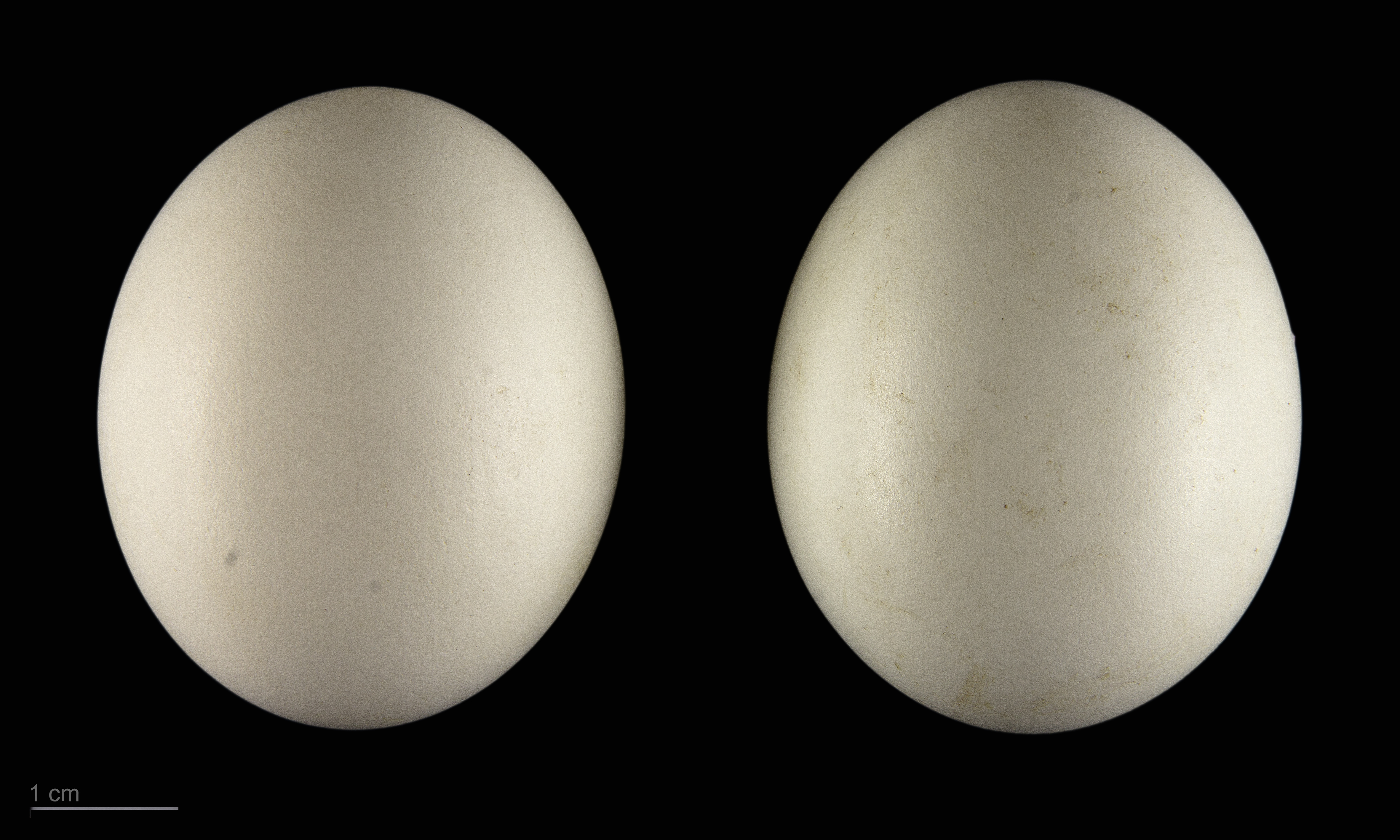
Asio flammeus flammeus - MHNT